# Cephalocereus apicicephalium
Cephalocereus apicicephalium är en kaktusväxtart som beskrevs av Elmer Yale Dawson. Cephalocereus apicicephalium ingår i släktet Cephalocereus och familjen kaktusväxter. Inga underarter finns listade i Catalogue of Life.